# Kap Belsham
Kap Belsham ist ein markantes Kap an der Nordküste von Elephant Island im Archipel der Südlichen Shetlandinseln. Das Kap liegt 800 m westlich des Point Wild und markiert die westliche Begrenzung der Caleta Salvador Reyes.
Der Benennungshintergrund ist nicht überliefert. Das Kap trägt seinen Namen mindestens seit 1822.